# Siren (DC Comics)
Siren è il nome di due supercriminali immaginari entrambe appartenenti all'Universo DC.

## Storia editoriale
La prima Siren fece il suo debutto in Aquaman vol. 1 n. 22, ed è la sorella gemella identica di Mera e cognata di Aquaman.
La seconda Siren è una sirena che fece la sua prima comparsa in Teen Titans n. 5 (luglio 1999) e fu creata da Devin Grayson e Mark Buckingham.

## Biografia

### Hila
Hila è la sorella gemella identica di Mera e cognata di Aquaman. Una combina guai nata, Hila fu la pecora nera della famiglia, e data la sua reputazione fu facilmente incastrata per un crimine e condannata all'esilio con il suo amante Kandor.
Qualche anno più tardi, erano sulla terra, dove Kandor era alla ricerca delle Anguille Dorate per acquisirne i poteri. Aveva preso a utilizzare il contro mentale per mantenere l'annoiata Hila al suo fianco. Preparò una trappola per Aquaman, intendendo interrogarlo sulla posizione delle Anguille. Hila ricevette qualche affetto da parte di Aquaman prima che Mera li cogliesse sul fatto, e quindi lo attirò nel confronto con Kandor. In realtà il piano di Hila era quello di fare in modo che i due si mettessero fuori gioco l'un l'altro così da essere libera.
Hila giunse ad Atlantide e impersonò Mera, ma atti di pubblica adorazione per la Regina degli Atlantidei, come una festa di compleanno, la fecero sentire in colpa. In lacrime ammise la verità e ritornò a salvare Arthur. Kandor riuscì ad avere la meglio nella battaglia e riuscì letteralmente a schiacciare il suo avversario, mentre Hila salvò suo cognato e si batté contro il suo amato. I due combatterono utilizzando i loro poteri di acqua solida.
Nel frattempo, il Professor Xeron/Kreon contattò Mera e le ridiede i suoi poteri perduti, permettendole così di entrare nella mischia, ma la confusione generale permise a Kandor di mettere una di nuovo una delle sorelle sotto il suo controllo mentale. Aquaman si ritrovò così in una nuova situazione difficile: le due gemelle si combattevano per lui, una che cercava di ucciderlo e una che cercava di salvarlo, e quella sotto controllo mentale finì per perdere.
Kandor era preoccupato che la sua Hila fosse ferita, ma fece lo stesso errore di Arthur: non fu in grado di dividerle. Mera era a sorella sotto controllo mentale e che quindi fu sconfitta. Fu Hila a difendere Aquaman e quindi a vincere il combattimento. I quattro insieme unirono quindi le forze contro gli Uomini Armadillo costrutti genetici ora in ribellione, creati da Kandor per essere il suo esercito privato. Le due sorelle e i rispettivi consorti riuscirono a sconfiggerli.
Kandor, stanco ma intatto rilasciò Mera dal suo controllo e le espresse il suo amor. Quindi i quattro furono raggiunti da Aqualad che contattò la Dimensione Aqua per fare delle domande. L'innocenza di Hila e di Kandor per il loro precedente crimine fu provata tempo prima, i loro nomi furono ripuliti e la loro condanna venne cancellata. Gli altri membri della loro razza furono semplicemente incapaci di localizzarli e richiamarli. Il duo ritornò a casa, ma le loro successive attività rimasero sconosciute.
Anni più tardi, Hila, ora sotto il nome di Siren, attaccò Mera e Aquaman. Mentre Mera spingeva suo marito lontano da loro, rivelò che Siren era stata inviata li per ucciderlo, procedendo quindi a confessargli le loro vere origini. Mera affermò anche che nonostante la sua missione originale era una missione individuale, ora Siren era supportata dall'intera Death Squad, soldati esiliati di Xebel agli ordini della principessa in azione, e quella era sua sorella Hila.
Siren si avvicinò poi a Black Manta presso la tomba demolita del padre di Aquaman. La Death Squad cominciò a combattere contro Black Manta, ma prima che il combattimento andasse troppo oltre, Siren li fermò. Disse a Manta che dovevano lavorare insieme per trovare suo figlio, e gli mostrò un'immagine di acqua liquida di Jackson Hyde. Siren, con l'aiuto di Manta, andò alla ricerca di Jackson, ma Aquaman spinse Jackson e il suo padre adottivo al sicuro da Black Manta e Siren.
Dopo che Jackson venne a sapere delle sue origini, lui (ora chiamato Aqualad) e Aquaman furono presi in un'imboscata da Siren e dai soldati Xebel. Il combattimento continuò sulla spiaggia dove dei cittadini innocenti furono presi nel mezzo del fuoco incrociato. Mentì ad Aquaman dicendigli che la sua Death Squad aveva catturato Mera mentre era in cerca di aiuto e che la uccise di persona. Mentre Aquaman era in procinto di risponderle, Black Manta salì dall'acqua e gli tranciò la mano destra. Quindi arrivarono Mera e Aquagirl in aiuto del supereroe, e Mera disse ad Aquaman che sua sorella gli mentì a proposito delle sue condizioni per motivi sconosciuti. Mera e Jackson lavorarono insieme per sconfiggere Black Manta, Siren e il resto degli invasori e spedirli nel Triangolo delle Bermude, e intanto Siren rivelò del tradimento di Mera verso Xebel.

### La Sirène la Bailene
La seconda Siren comparve per la prima volta come un'ecoterrorista. Siren cominciò una campagna per avrebbe prevenuto agli umani di avvicinarsi all'acqua. Cantò la sua canzone mentre camminava attraverso la città di Quattro Eroi, Maine. Tempest, Argent e Damage dei Teen Titans investigarono sul caso e così Tempest incontrò Siren. La ritenne responsabile della paura delle persone verso l'acqua perché lei ne "rimaneva fuori" e di recente aveva nuotato. Siren tentò di scappare, ma fu congelata da Tempest. Riuscì a fuggire convincendo Damage a liberarla dal ghiaccio e quindi mise paura sia a lui che ad Argent la paura dell'acqua così che Tempest dovette salvarli. Fu liberata dal suo imprigionamento da Vandal Savage che lei ripagò unendosi alla sua squadra di criminali di nome Tartaro.
Come membro del Tartaro, Siren fu degradata a spalla di Vandal Savage ed ebbe una minima rilevanza nella storia in cui comparve. Fu una scagnozza di Vandal Savage nel suo piano di attacco all'H.I.V.E., guidato da Adeline Wilson, la moglie di Deathstroke, su un'isola galleggiante sopra la nazione immaginaria della Zandia. Siren cantò cercando di sottomettere vari supereroi e membri dell'H.I.V.E. ma fu fermata da Jesse Quick e infine fuggì con Savage. Qui, è una seguace della religione voodoo.
Siren comparve brevemente nell'attacco della Young Justice alla Zandia. Nel n. 50 Siren fu il primo ostacolo superato dalla Young Justice per atterrare in Zandia. Cercò di fermare Lagoon Boy dallo schiantarsi sulla costa Zandiana con un maremoto cercando di ipnotizzarlo e promettendogli di fare di lui un uomo. Fu però fermata da Jayna, dei Wonder Twins, e il suo destino dopo questa battaglia rimase ignoto.
Durante la Crisi infinita, Siren divenne membro della Società segreta dei super criminali di Alexander Luthor Jr..

## Poteri e abilità
Hila ha poteri identici a quelli di Mera. Il loro mondo è completamente coperto di acqua e la loro razza è anfibia. Nuotare è l'equivalente del camminare, e la loro abilità principale è l'idrocinesi. Hanno l'abilità di incrementare psionicamente la densità e i volumi dell'acqua e darle la forma di costrutti di acqua solida. Hila può utilizzarli per causare danni devastanti o semplicemente affogare gli avversari. Possiede una lieve telepatia, permettendole di comunicare con gli altri. Non può percepire i pensieri degli altri che non le vengono diretti. La sua debolezza principale è comune a tutta la sua razza. Il piombo causa la perdita dei loro poteri idrocinetica per la durata della loro esposizione al metallo.
La seconda Siren è una sirena ed è in grado di cambiare la sua coda in un paio di gambe, permettendole di camminare sulla terra ferma. In aggiunta, Siren è in grado di stare in piedi sulla sua coda per uno sconosciuto periodo di tempo. Sembra anche essere in grado di sopravvivere fuori dall'acqua per lunghi periodi di tempo. La sua pelle ha un tono di colore verde e i suoi occhi sono completamente neri. Siren proviene dal Golfo di Benin cosa che la rende vulnerabile alle bassissime temperature. Come le mitiche sirene, Siren usa la sua voce come arma principale. Lei canta le sue canzoni ipnotiche, costringendo le persone a seguire ogni sui comando. Questo funziona anche su Tempest, che è Atlantideo. Durante la sua comparsa in Young Justice, sembra avere perfezionato questa abilità così che non necessiti di cantare per ipnotizzare gli altri. In Aquaman, Siren possiede super forza, cosa che le permise di irrompere in un aeroplano.

## Altre versioni

### Flashpoint
Nella linea alternativa degli eventi di Flashpoint, la versione di Hila aiutò Aquaman nella sua guerra contro le Amazzoni. Lei, insieme ad Orm cercò di uccidere Terra a causa del suo valore in battaglia e più che altro perché Siren voleva vendicarsi della morte di sua sorella. Tuttavia, Siren fu uccisa da Penthesileia (sorella di Ippolita).

## In altri media
- Una versione alternativa di Siren comparve nell'episodio "Wail of the Siren" della serie televisiva Batman, interpretato da Joan Collins. Lorelei Circe è una famosa cantante mondiale che si rivelò essere uno scagnozzo dell'Enigmista nell'episodio precedente "Ring Around the Corner" per fare cadere gli uomini sotto la sua potente voce cantante. Dopo il suo arresto, Siren mise su un piano personale per diventare la donna più ricca e cattiva di Gotham. Mise anche il Commissario Gordon sotto il suo incantesimo al fine di entrare nella Batmobile e scoprire le vere identità di Batman e Robin.
- Un'altra Siren (comparendo nella sua forma umana come Nadia) comparve nell'episodio pilota della serie televisiva Aquaman, interpretata da Adrianne Palicki. Qui è la criminale responsabile della morte di Atlanna.
- La Siren della serie Batman degli anni sessanta comparve nell'episodio Day of the Dark Knight della serie animata Batman: The Brave and the Bold. Viene mostrata come una carcerata del Penitenziario di Iron Heights e prese parte nel tentativo di evasione di massa, ma fu fermata da Batman e Freccia Verde. Lo stesso personaggio appare anche nell'albo n. 2 del fumetto Batman '66